# Гуменюк Феодосій Максимович
Феодосій Максимович Гуменю́к (нар. 6 вересня 1941, Рибчинці, Вінницька область) — український художник і педагог; член Спілки художників Росії з 1988 року, Спілки художників України з 1993 року та Міжнародної слов'янської академії мистецтв, науки, культури. Чоловік мистецтвознавця Наталії Павленко, батько художниці Уляни Гуменюк.

## Біографія
Народився 6 вересня 1941 року в селі Рибчинцях (нині Хмільницький район Вінницької області, Україна). Українець. Упродовж 1959—1965 років навчався у Дніпропетровському художньому училищі, де був учнем Якова Калашника; у 1965—1971 роках продовжив навчання на живописному факультеті у Ленінградському інституті живопису, скульптури та архітектури імені Іллі Рєпіна, де був учнем Йосипа Серебряного.
Після здобуття фахової освіти залишився у Ленінграді та протягом 1971—1973 років викладав живопис та рисунок у Вищому художньо-промисловому училищі імені Віри Мухіної; у 1973—1974 роках викладав живопис та рисунок у Ленінградському інженерно-будівельному інституті, а з 1974 по 1977 рік працював художником-виконувачем на Ленінградському комбінаті живописно-оформлювального мистецтва.
1977 року повернувся до Дніпропетровська, де до 1983 року працював художником-виконувачем місцевого художньо-виробничого комбінату. У 1983—1993 роках перебував на творчій роботі у Ленінграді. Протягом 1993—2015 років у Києві очолював навчально-творчу майстерню історичного живопису Національної академії образотворчого мистецтва і архітектури (з 2000 року — професор кафедри живопису і композиції). Серед учнів: Годунова Ірина Георгіївна, Недосєко Лев Альбертович, Яценко Олександр Павлович. З 2023 року — на педагогічній роботі на кафедрі монументального і станкового живопису Київської державної академії декоративно-прикладного мистецтва і дизайну імені Михайла Бойчука.
Мешкає у Києві в будинку на вулиці Антоновича, № 90/92.

## Творчість
Працює у галузях станкового живопису, станкової та книжкової графіки, іконопису. Серед робіт:
графіка
- «Колядники» (1987);
- «Коза» (1990);
- «Вертеп» (1990);
- «Різдвяна зірка» (1990);
- «Обретіння» (1990);
- «Дівчата ворожать» (1990);
- «Гетьмани» (1990);
- «Заклик весни» (1990);
- «Парубки колядують» (1990);
- «Полтавські криниці» (1990);
- «Гончар» (1993);
- «Зустріч весни» (1993);
- «Купала» (1993);
- «Великодні дзвони» (1993);

живопис
- «Вірність Україні» (1972);
- «Наші святі» (1973);
- «Маки» (1973);
- «Повернення чумака» (1974);
- «Козак Мамай» (1974);
- «Ряджені» (1975);
- «Зелені свята» (1976);
- «Сивий гетьман» (1976);
- «Свята родина» (1976);
- «Гонта та Залізняк» (1976);

«Зелені свята».

«Сивий гетьман».

- «Змієборець (Святий Юрій)» (1978);
- «Жнива» (1978);
- «Покинуте село» (1978);
- «Дружина» (1979);
- «Бандурист» (1979);
- «Маки» (1979);
- «Мій край» (1980);
- «Козак-дзвонар» (1980);
- «Трійця» (1981);
- «Сорочинський ярмарок» (1982);
- «Гетьман Полуботок» (1984);
- «Різдво в Україні» (1984);
- «Коляда» (1986);
- «Маруся Чурай» (1986);
- «Водохреща» (1987);
- «Марена» (1987);
- «Маланка» (1988);
- «Весна на Поділлі» (1989);
- «Писанка» (1990);
- «Покрова» (1991);
- «Освячення криниці» (1991);
- серія портретів — «Гетьмани України» (1991—1995): Дмитра Байди-Вишневецького, Петра Конашевича-Сагайдачного, Северина Наливайка, Івана Мазепи;
- «Колядники у гетьмана» (1995);
- «Іван Мазепа та Карл ХІІ» (1996);
- «Маруся Богуславка» (1997);
- «Конотоп. 1659 рік. Зустріч гетьмана Івана Виговського» (2001);
- «Обрання гетьмана Павла Полуботка» (2001);
- «Різдво. Нова радість стала» (2002).

інше
- за його ескізами на початку 1980-х років у Дніпропетровську в готелях «Україна» та «Дніпропетровськ» виконано вітражі;
- написав ікони для іконостасу Свято-Покровської церкви у Києві («Спаситель», «Божа Мати», «Святий князь Володимир», «Крутянська Богородиця», «Архангели Гавриїл та Михаїл»), 12 ікон апостолів, 2 ікони пророків Мойсея і Аарона (кінець 1990-х), настінні розписи у вівтарі (2003);
- проілюстрував книгу «Козак Голота» (Київ, 1990)[6];
- автор дослідження «Історичний живопис і завдання академічної художньої освіти» // «Українська академія мистецтв. Дослідження та науково-методичні праці», Київ, 1994, випуск 1.

Бере участь в обласних, всеукраїнських, всесоюзних та міжнародних художніх виставках з 1966 року. Персональні виставки відбулися у Торонто у 1978, 1980, 1983, 1989, 1996 роках, Вінніпезі у 1984 році, Львові у 1988, 1998 роках, Києві у 1988, 1991, 1997, 2001, 2006 роках, Оттаві та Нью-Йорку у 1989 році, Харкові у 1990 році, Дніпропетровську у 1990—1991 роках, Парижі у 1991 році, Вінниці та Хмельницькому у 1992 році, Чернівцях та Кам'янці-Подільському у 1993 році.

## Відзнаки
- Державна премія України імені Тараса Шевченка (1993; за серію портретів історичних діячів: Петра Сагайдачного, Павла Полуботка, Івана Мазепи, Марусі Чурай, Байди Вишневецького, Северина Наливайка, Івана Гонти, Максима Залізняка)[7];

почесні звання України
- Заслужений діяч мистецтв України з 1995 року;
- Народний художник України з 2009 року[8].